# Memorial Day

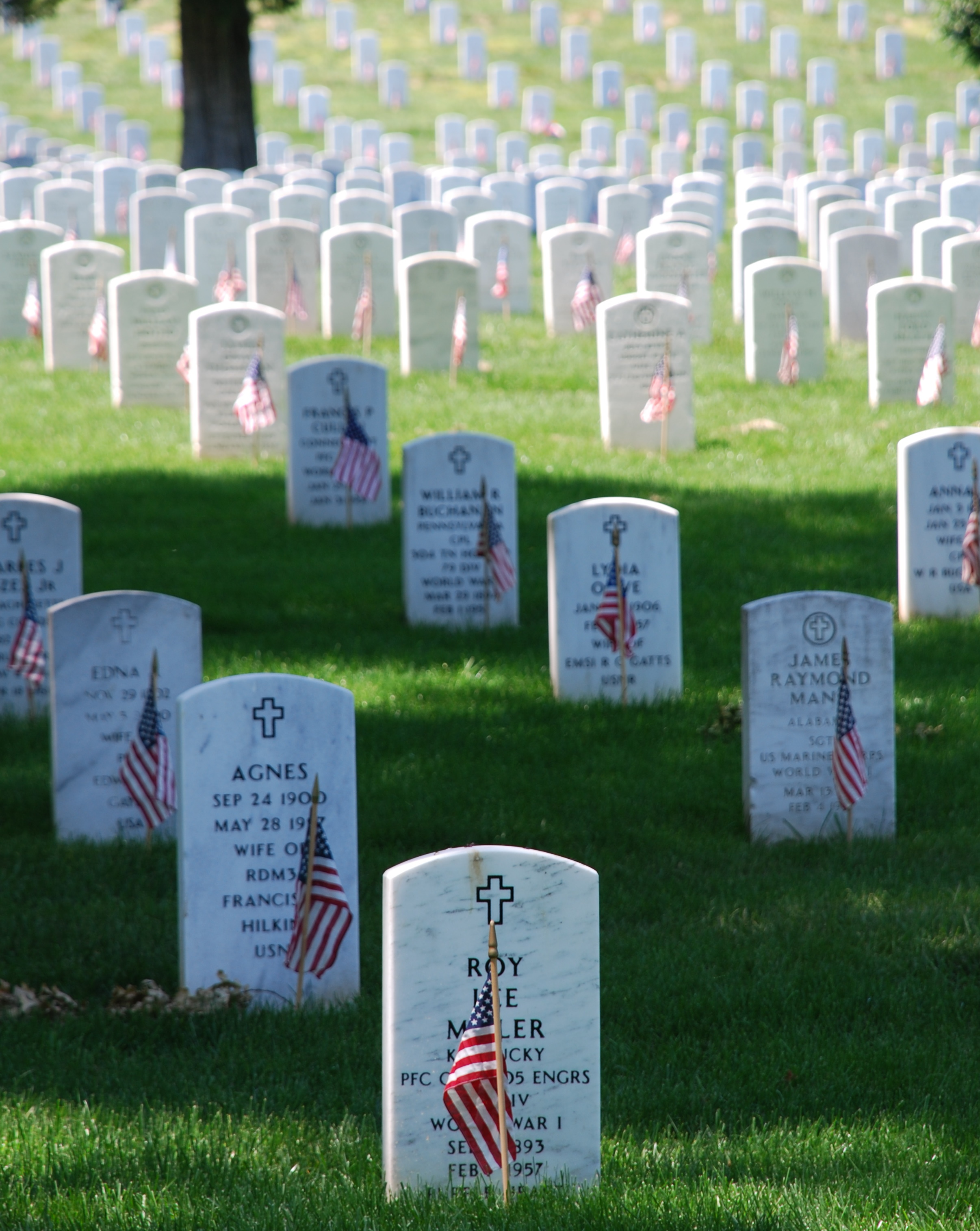
Morminte de la Cimitirul Național Arlington împodobite cu drapele americane de Memorial Day

Memorial Day (Ziua Memorială sau Ziua Eroilor) este o sărbătoare oficială la nivel federal în Statele Unite ale Americii, fiind sărbătorită în ultima zi de luni din mai (26 mai în 2025). Denumită în trecut și Decoration Day, ea comemorează soldații americani care au murit în luptă sau în serviciul militar. A fost introdusă la început pentru a cinsti soldații unioniști uciși în Războiul Civil American – dar după Primul Război Mondial a fost extinsă la o cinstire a americanilor care au murit în orice război.
Memorial Day marchează adesea începutul sezonului vacanțelor de vară, care se termină odată cu Labor Day.
Început ca ritual de amintire și reconciliere după Războiul Civil, până la începutul secolului al XX-lea, Memorial Day a devenit o ocazie pentru amintirea morților, oameni obișnuiți vizitând mormintele rudelor lor decedate, indiferent dacă au fost sau nu militari și dacă au murit sau nu în războaie. A devenit și un weekend prelungit, dedicat din ce în ce mai mult cumpărăturilor, întrunirilor de familie, spectacolelor cu artificii, mersului la plajă și evenimentelor media cum ar fi cursa automobilistică Indianapolis 500, ținută de Memorial Day începând cu 1911.

## Istorie
Până în 1865 practica decorării mormintelor soldaților era deja răspândită în statele din Nord. Prima aniversare oficială a avut loc la Waterloo, New York la 5 mai 1866, și în anii ce au urmat. Prietenia dintre generalul John Murray, un distins cetățean al satului Waterloo, și generalul John A. Logan, care au atras atenția la nivel național asupra evenimentului, a fost și ea, probabil, un factor de răspândire a sărbătorii. La 5 mai 1868, în calitate de comandant al Marii Armate a Republicii – organizația veteranilor din Nord ai Războiului Civil – Logan a dat o proclamație ca „Decoration Day” să fie sărbătorită în toată țara. Ea s-a sărbătorit pentru prima oară la 30 mai în același an; data a fost aleasă pentru că nu era aniversarea niciunei bătălii.
În 1868 s-au ținut evenimente la 183 de cimitire din 27 de state, iar în 1869, la 336. Statele din Nord au adoptat repede sărbătoarea; Michigan a făcut din „Decoration Day” sărbătoare oficială a statului în in 1871 iar până în 1890 toate statele din Nord i-au urmat exemplul. Ceremoniile erau susținute de Women's Relief Corps, organizație cu 100.000 de membri. Până la 1870, rămășițele a aproape 300.000 de soldați unioniști morți fuseseră înhumate în 73 de cimitire naționale, aflate mai ales în Sud, în preajma câmpurilor de bătălie. Cele mai celebre astfel de cimitire sunt Cimitirul Național Gettysburg din Pennsylvania și Cimitirul Național Arlington de lângă Washington.
Discursul de Memorial Day a devenit o ocazie pentru veterani, oameni politici și reprezentanți ai clerului să comemoreze războaiele – și la început să reamintească atrocitățile comise de inamic. Ei au amestecat religia cu naționalismul festivist și au oferit oamenilor un mijloc de a-și înțelege istoria în termeni de sacrificii pentru o țară mai bună, mai aproape de Dumnezeu. Persoane de toate credințele se alăturau și se arăta adesea că soldații de origine germană și irlandeză deveniseră americani adevărăți prin „botezul sângelui” pe câmpul de luptă. Până la 1880, ranchiuna dispăruse și discursurile au început să comemoreze eroii ambelor tabere. Până în anii 1950, tema a devenit excepționalismul american și datoria americanilor de a apăra libertatea oriunde în lume.

### În Sud
La Charleston, Carolina de Sud, în 1865, sclavii africani eliberați au sărbătorit la Washington Race Course, unde astăzi se află Hampton Park. Locul a fost folosit temporar de către Confederație drept lagăr de prizonieri de război unioniști în 1865, și ca groapă comună a soldaților unioniști care au murit acolo. Imediat după încetarea ostilităților, negrii au exhumat cadavrele din gropile comune și le-au reînmormântat în morminte individuale. Ei au construit un gard în jurul cimitirului cu un arc la intrare și l-au declarat cimitir al Uniunii. La 1 mai 1865, o mulțime de până la zece mii de oameni, în mare parte negri, inclusiv 2800 de copii, s-a adunat acolo pentru o comemorare ce a inclus cântece, slujbe de pomenire și un picnic.
Începând cu 1866, statele din Sud au ținut și ele propriile sărbători Memorial Day, între 26 aprilie și jumătatea lui iunie. Ziua de naștere a președintelui confederat Jefferson Davis, 3 iunie, a devenit sărbătoare în 10 state până în 1916. În tot Sudul, s-au înființat asociații care să înființeze și să îngrijească cimitire permanente ale soldaților confederați, să organizeze ceremonii comemorative, să sponsorizeze monumente ca mijloc permanent de amintire a tradiției Confederației.
Primele comemorări ale Memorial Day în fostele state ale Confederației erau ocazii simple, sumbre, în care veteranii și familiile lor vizitau cimitirele locale. Pe la 1890, a avut loc o mutare a accentului de la consolare și cinstirea soldaților către comemorarea „Cauzei Pierdute” a Confederației. Schimbările cântecelor și discursurilor reflectă o evoluție a ritualului către un simbol de reînnoire culturală și conservatorism în Sud. Până la 1913 însă, tema naționalismului american avea pondere egală cu cea a Cauzei Pierdute.

### La Gettysburg
Ceremoniile și discursul de Memorial Day din Parcul Național Gettysburg au devenit cunoscute în toată țara începând cu 1868. În iulie 1913, veteranii armatelor confederate s-au adunat la Gettysburg să comemoreze aniversarea a cincizeci de ani de la cea mai celebră și mai sângeroasă bătălie a Războiului Civil. „Reuniunea Albastră-Gri” a constat în parade, reconstituiri și discursuri ale unei serii de demnitari, inclusiv președintele Woodrow Wilson, primul președinte originar din Sud care a fost ales după război. Congressmanul James Heflin de Alabama a primit onoarea de a ține principalul discurs. Heflin era un orator talentat; două dintre cele mai celebre discursuri ale sale erau susținerea Monumentului Lincoln și apelul pentru ca Ziua Mamei să devină sărbătoare oficială, dar alegerea sa ca orator de Memorial Day a fost controversată. Adversarii săi l-au acuzat de rasism, dar discursul său a fost unul moderat, cu accent pe unitatea națională și bunăvoință, iar ziarele, chiar și cele care l-au atacat la început, l-au lăudat.

## Numele și data

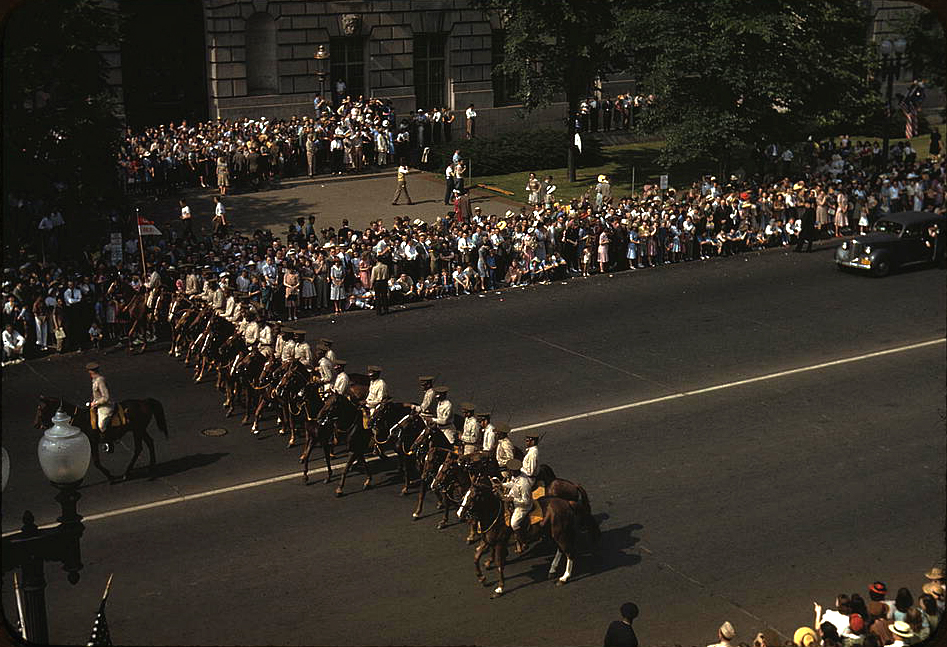
Parada de Memorial Day din 1942 de la Washington

Numele preferat al sărbătorii s-a schimbat treptat din „Decoration Day” în „Memorial Day”, utilizat pentru prima oară în 1882. El a devenit mai frecvent abia după al Doilea Război Mondial, și a fost declarat nume oficial prin lege federală în 1967. La 28 iunie 1968, Congresul a adoptat Legea Uniformizării Sărbătorilor Legale, prin care trei sărbători au fost mutate din ziua lor tradițională la o anume zi de luni pentru a crea niște convenabile weekenduri de trei zile; cele trei sărbători erau ziua lui Washington, Ziua Veteranilor și Memorial Day. Schimbarea Memorial Day de la data sa tradițională de 30 mai la ultima luni din mai. Legea a intrat în vigoare la nivel federal în 1971. Asociațiile Veterans of Foreign Wars (VFW) și Sons of Union Veterans of the Civil War (SUVCW) susțin în continuare revenirea la data inițială, deși semnificația datei respective este minimă. VFW a declarat în 2002 într-un discurs de Memorial Day:
Schimbarea date doar pentru a face weekenduri de trei zile a subminat însăși semnificația zilei. Fără îndoială, aceasta a contribuit din plin la felul nonșalant cu care publicul sărbătorește Memorial Day.
Începând cu 1987, senatorul de Hawaii Daniel Inouye, veteran al celui de al Doilea Război Mondial a propus în mod repetat măsuri de revenire a sărbătorii Memorial Day la ziua sa inițială.
După o oarecare confuzie și conservatorism inițial, toate cele 50 de state au adoptat schimbarea de dată în câțiva ani. Memorial Day rămâne ca sărbătoare legală și deoarece marchează neoficial începutul sezonului estival. În Canada vecină, acest rol este jucat de Victoria Day, o sărbătoare care cade fie în ziua de 24 mai, fie în ultima luni dinaintea acestei date, fiind astfel exact cu o săptămână înainte de Memorial Day.

## Tradiții
Mulți oameni sărbătoresc Memorial Day vizitând cimitire și monumente. Un moment de reculegere se ține în toată țara la ora 15:00 ora locală. O altă tradiție este arborarea drapelului național în bernă din zorii zilei până la amiază. Grupuri de voluntari pun drapele americane pe fiecare mormânt din Cimitirele Naționale.
Una dintre cele mai vechi tradiții este cursa automobilistică Indianapolis 500, care se organizează în ajunul Memorial Day începând cu 1911. În aceeași zi se organizează și cursa de automobile Coca-Cola 600 începând cu 1961. Turneul Memorial de golf are și el loc în preajma sărbătorii, din 1976.
Concertul Național de Memorial Day are loc pe peluza de vest a Capitoliului fiind transmis în direct de PBS și de NPR.